# Universitat de San Carlos de Guatemala
La Universitat de San Carlos de Guatemala (també coneguda i anomenada per les seves sigles: USAC) és la universitat més gran i antiga de Guatemala, sent a més l'única nacional en aquest país centreamericà. És la quarta universitat fundada a Amèrica. Va ser establerta a la Capitania General de Guatemala durant el període virregnal i es va mantenir com l'única de Guatemala fins al 1954. L'any 2021 la USAC va ocupar el lloc 151è al QS Latin American University Rànquings de la classificació acadèmica d'universitats de Llatinoamèrica, i el segon lloc a Guatemala.
La seu principal es troba a la Ciutat Universitària, al barri conegut com la zona 12 de la ciutat de Guatemala. Disposar de diversos centres universitaris en tots els departaments de Guatemala, a més d'un centre universitari metropolità on funcionen la Facultat de Medicina i l'Escola de Psicologia.